# Метомен (Вісконсин)
Метомен (англ. Metomen) — місто (англ. town) в США, в окрузі Фон-дю-Лак штату Вісконсин. Населення — 689 осіб (2020).

## Демографія
Згідно з переписом 2010 року, у місті мешкала 741 особа в 257 домогосподарствах у складі 216 родин. Було 277 помешкань
Расовий склад населення:
| - 98,0 % — білих - 0,5 % — корінних американців - 0,3 % — азіатів - 0,1 % — чорних або афроамериканців |

До двох чи більше рас належало 0,9 %. Частка іспаномовних становила 0,8 % від усіх жителів.
За віковим діапазоном населення розподілялося таким чином: 27,8 % — особи молодші 18 років, 58,0 % — особи у віці 18—64 років, 14,2 % — особи у віці 65 років та старші. Медіана віку мешканця становила 41,9 року. На 100 осіб жіночої статі у місті припадало 114,2 чоловіків;  на 100 жінок у віці від 18 років та старших — 107,4 чоловіків також старших 18 років.
Середній дохід на одне домашнє господарство  становив 81 448 доларів США (медіана — 72 679), а середній дохід на одну сім'ю — 93 645 доларів (медіана — 83 125). Медіана доходів становила 46 375 доларів для чоловіків та 33 958 доларів для жінок. За межею бідності перебувало 6,1 % осіб, у тому числі 7,6 % дітей у віці до 18 років та 8,4 % осіб у віці 65 років та старших.
Цивільне працевлаштоване населення становило 456 осіб. Основні галузі зайнятості: виробництво — 20,4 %, сільське господарство, лісництво, риболовля — 18,2 %, освіта, охорона здоров'я та соціальна допомога — 16,4 %.